# 2010 w literaturze
Wydarzenia literackie w 2010 roku.

## Wydarzenia

### Polska
- 23 i 24 kwietnia odbył się festiwal literacki Port Wrocław.
- Od 13 do 16 maja w Pałacu Kultury i Nauki trwały I Warszawskie Targi Książki.
- Od 20 do 23 maja w Pałacu Kultury i Nauki trwały 55 Międzynarodowe Targi Książki. W tym roku tematem przewodnim imprezy był Fryderyk Chopin[1].
- Państwowy Instytut Wydawniczy rozpoczął edycję Dzieł wszystkich Bolesława Leśmiana; jako pierwszy ukazał się tom Poezje zebrane w opracowaniu Jacka Trznadla.
- 30 września otwarto we Wrocławiu (Przejście Garncarskie 2) nową siedzibę „Biura Literackiego”.
- W dniach 2-7 listopada odbył się w Krakowie Międzynarodowy Festiwal Literatury im. Josepha Conrada; jego gościem była m.in. laureatka Nagrody Nobla niemiecka pisarka Herta Müller.
- Od 4 do 7 listopada trwały w Krakowie 14 Targi Książki.

## Proza beletrystyczna i literatura faktu

### Język polski

#### Pierwsze wydania
- Władysław Bartoszewski
  - O Niemcach i Polakach. Wspomnienia. Prognozy. Nadzieje (Wydawnictwo Literackie)
  - Środowisko naturalne. Korzenie (Świat Książki)
  - Życie trudne, lecz nie nudne. Ze wspomnień Polaka w XX wieku (rozmowy przeprowadził Andrzej Friszke; Znak)
- Anna Brzezińska – Wiedźma z Wilżyńskiej Doliny (Runa)[2]
- Eugeniusz Dębski – Moherfucker (Runa)[3]
- Jacek Dukaj – Król Bólu (Wydawnictwo Literackie)
- Janusz Głowacki – Good night, Dżerzi (Świat Książki)
- Michał Głowiński – Kręgi obcości (Wydawnictwo Literackie)
- Gustaw Herling-Grudziński – Recenzje, szkice, rozprawy literackie 1935-1946 (I tom „Dzieł zebranych” – Wydawnictwo Literackie)
- Jacek Hugo-Bader – W rajskiej dolinie wśród zielska (Czarne)
- Inga Iwasiów – Ku słońcu (Świat Książki)
- Ignacy Karpowicz – Balladyny i romanse (Wydawnictwo Literackie)
- Andrzej Tadeusz Kijowski – Opis obyczajów w 15-leciu międzysojuszniczym 1989–2004 t.I-IV, Wydawnictwo AnTraKt
- Marta Kisiel – Dożywocie (Fabryka Słów)[4]
- Magdalena Kordel
  - Sezon na cuda (Prószyński Media)[5]
  - Uroczysko (Prószyński Media)[6]
- Wojciech Kuczok – Spiski. Przygody tatrzańskie (W.A.B.)
- Kazimierz Kutz – Piąta strona świata (Znak)
- Mikołaj Łoziński – Książka[7]
- Piotr Matywiecki – Dwa oddechy. Szkice o tożsamości żydowskiej i chrześcijańskiej (Biblioteka „Więzi”)
- Marek Nowakowski – Moja Warszawa: Powidoki drugie (Iskry)
- Marian Pilot – Pióropusz (Wydawnictwo Literackie)
- Małgorzata Rejmer – Toksymia (Lampa i Iskra Boża)
- Jarosław Marek Rymkiewicz – Samuel Zborowski (Sic!)
- Hanna Samson – Ja, prezydenta i inne głosy
- Wojciech Scelina – Ostatni lot nad Kongo (Novae Res)
- Marcin Szczygielski – Za niebieskimi drzwiami (Instytut Wydawniczy Latarnik)
- Mariusz Szczygieł – Zrób sobie raj (Wydawnictwo Czarne)
- Agata Tuszyńska – Oskarżona Wiera Gran (Wydawnictwo Literackie)
- Krzysztof Varga – Aleja Niepodległości (Wydawnictwo Czarne)
- Piotr Wojciechowski – Serce do gry (Świat Książki)
- Jan Wróbel – Jak przetrwać w szkole i nie zwariować (Wydawnictwo Czerwone i Czarne)
- Stefan Żeromski, Kamil Śmiałkowski – Przedwiośnie żywych trupów (Runa)[8]

#### Tłumaczenia
- Cecelia Ahern
  - Dziękuję za wspomnienia, przeł. Joanna Grabarek (Wydawnictwo Akurat)
  - Podarunek, przeł. Dominika Lewandowska (Świat Książki)
- Inio Asano – Solanin (ソラニン) – Tom 2
- Majgull Axelsson – Lód i woda, woda i lód, przeł. Katarzyna Tubylewicz (W.A.B.)[9]
- Roberto Bolaño – Dzicy detektywi (Los detectivos salvajes), przeł. Tomasz Pindel i Nina Pluta (Muza SA)
- Steinar Bragi – Kobiety (Konur), przeł. Jacek Godek (Krytyka Polityczna)[10]
- Rachel Caine
  - Pan ciemności (Lord of Misrule)
  - Godzina łowów (Carpe Corpus)
  - Rozwiane cienie (Fade Out)
  - Pocałunek śmierci (Kiss of Death)
  - Wyklęta (Undone)
- Paulo Coelho – Walkirie (As Valkirias), przeł. Jarek Jaździkowski (Drzewo Babel)
- Bohumil Hrabal – Wesela w domu, przeł. Piotr Godlewski (Czuły Barbarzyńca)
- Sven Lindqvist – Terra nullius, przeł. Irena Kawadło-Przedmojska (W.A.B.)[11]
- Yann Martel – Beatrycze i Wergili (Beatrice and Virgil), przeł. Andrzej Szulc, (Wyd. Albatros)
- Leila Meacham – Róże, przeł. Joanna Piątek (Sonia Draga)[12]
- Lon Milo DuQuette – Tarot Thota. Klucz do zrozumienia (Understanding Aleister Crowley's Thoth Tarot), przeł. Dariusz Misiuna (Okultura)
- Stephenie Meyer – Drugie życie Bree Tanner (The Short Second Life Of Bree Tanner)
- Vladimir Nabokov – Oryginał Laury (The Original of Laura), przeł. i posłowiem opatrzył Leszek Engelking (Muza SA)
- Mari Okazaki – Suppli (サプリ) – Tom 9 i 10
- Orhan Pamuk – Muzeum niewinności, przeł. Anna Akbike Sulimowicz
- Daniel Pinchbeck – Przełamując umysł. Psychodeliczna podróż do serca współczesnego szamanizmu (Breaking Open the Head), przeł. Maciej Lorenc i Dariusz Misiuna (Okultura)
- Paschal Beverly Randolph(inne języki) – Magia seksualna (Sexual Magic), przeł. Dariusz Misiuna (Okultura)
- Michale Scoot – Czarodziejka: Sekrety nieśmiertelnego Nicholasa Flamela, przeł. Hanna Baltyn (Nasza Księgarnia)
- Elizabeth Strout – Okruchy codzienności (Olive Kitteridge), przeł. Ewa Horodyska (Nasza Księgarnia)[13]
- Jeff VanderMeer – Shriek: Posłowie (Shriek: An Afterword), przeł. Robert Waliś (Wydawnictwo Mag)
- Virginia Woolf – O chorowaniu, przeł. Magdalena Heydel (Wydawnictwo Czarne)
- Carlos Ruiz Zafón – Książę Mgły (El Príncipe de la Niebla), przeł. Katarzyna Okrasko, Carlos Marrodán Casas (Muza SA)

### Pozostałe języki
- Benedykt XVI, Peter Seewald – Światłość świata
- Trudi Canavan – Misja Ambasadora
- Norman Davies – Zaginione królestwa
- Don DeLillo – Point Omega
- Umberto Eco – Il cimitero di Praga (Cmentarz w Pradze)
- Daniela Hodrová – Vyvolávání (Wywoływanie)
- Ian McEwan – Solar
- Stephenie Meyer – Drugie życie Bree Tanner (The Short Second Life Of Bree Tanner)
- Joyce Carol Oates – A Fair Maiden
- Mari Okazaki – Suppli (サプリ) – Tom 10 i Suppli Extra
- Ninni Schulman – Dziewczyna ze śniegiem we włosach (Flickan med snö i håret)[14]
- Leonie Swann – Triumf owiec: Thriller... a zarazem komedia filozoficzna (Garou: Ein Schaf-Thriller)

## Poezja

### Język polski

#### Pierwsze wydania
- Wojciech Bonowicz – Polskie znaki (Biuro Literackie)
- Jacek Gutorow – Na brzegu rzeki (Biuro Literackie)
- Julia Hartwig – Wiersze wybrane (a5)
- Artur Ilgner – Byk (Wydawnictwo Towarzystwa Słowaków w Polsce)
- Anna Janko – Wiersze z cieniem (Wydawnictwo Nowy Świat)
- Zbigniew Jerzyna – Saneczki (Wydawnictwo Adam Marszałek)
- Urszula Kozioł – Horrendum (Wydawnictwo Literackie)
- Joanna Lech – Nawroty (Wydawnictwo WBPiCAK w Poznaniu)
- Ewa Lipska – Pogłos (Wydawnictwo Literackie)
- Bianka Rolando – Modrzewiowe korony (Biuro Literackie)
- Tomasz Różycki – Księga obrotów (Wydawnictwo Znak)
- Jarosław Marek Rymkiewicz – Wiersze polityczne (Sic!)
- Marcin Sendecki – Pól (Biuro Literackie)
- Jan Sochoń – Uspokój się (Galeria Autorska)
- Andrzej Sosnowski – Poems (Biuro Literackie)
- Wojciech Wencel – De profundis (Wydawnictwo Arcana)
- Wojciech Wencel – Podziemne motyle (Wydawnictwo Nowy Świat)
- Adam Wiedemann –  Dywan (Wojewódzka Biblioteka Publiczna i Centrum Animacji Kultury w Poznaniu)
- Bohdan Zadura, Nocne życie (Biuro Literackie)
- Adam Zagajewski – Wiersze wybrane (a5)

#### Tłumaczenia
- Jiří Kolář – Sposób użycia i inne wiersze, wybrał, przełożył i posłowiem opatrzył Leszek Engelking (Oficyna Wydawnicza Atut)

#### Antologie
- Poeci na nowy wiek, wybór, redakcja, posłowie Roman Honet (Biuro Literackie)
- Anthologia #2, New Polish Poets, wybór, redakcja Dawid Jung i Marcin Orliński, wydanie dwujęzyczne, przekład na angielski Marek Kaźmierski (Zeszyty Poetyckie/OFF Press, Londyn)[15]

#### Antologie dzieł tłumaczonych
- Bohdan Zadura – Węgierskie lato. Przekłady z poetów węgierskich (Biuro Literacke)
- Jerzy Snopek – Dojść do słonecznej strefy. Antologia współczesnej poezji węgierskiej (Wydawnictwo Studio Emka)

### Pozostałe języki
- Seamus Heaney, Human Chain (Łańcuch ludzki)
- Philippe Jaccottet – Le Combat inégal
- Josef Janda – Dohořívající filozof (Dopalający się filozof, Praha, Dybbuk)
- Paul Muldoon – Maggot
- Ivan Wernisch – Nikam (Donikąd, Brno, Druhé město)
- Siergiej Zawjałow – Рeчи (Mowy) (Moskwa, Nowoje litieraturnoje obozrienije)

## Prace naukowe i biografie

### Język polski

#### Pierwsze wydania
- Agnieszka Kozyra – Estetyka zen (Wydawnictwo Trio. Biblioteka Fundacji im. Takashimy)
- Zofia Tarajło-Lipowska – Historia literatury czeskiej (Ossolineum)
- Justyna Ziarkowska – Ucieczka do głębi. O surrealizmie w literaturze hiszpańskiej przed 1936 (Wydawnictwo Uniwersytetu Wrocławskiego)

#### Tłumaczenia
- Walter Muschg – Tragiczne dzieje literatury, przeł. Bogdan Baran (Wydawnictwo Aletheia)
- John Felstiner – Paul Celan. Poeta, ocalony, Żyd, przeł. Maciej Tomal, Małgorzata Tomal (Wydawnictwo Austeria)

### Pozostałe języki
- Vladimír Křívanek – Vladimír Holan básník (Praha, Aleš Prstek)
- Roger Moorhouse – Berlin at War: Life and Death in Hitler’s Capital 1939–1945

## Zmarli
- 11 stycznia – Danuta Mostwin, polska powieściopisarka, nowelistka, przebywająca na emigracji w USA (ur. 1921)
- 14 stycznia – Patricia Page, kanadyjska poetka pochodzenia brytyjskiego (ur. 1916)
- 17 stycznia – Erich Segal, amerykański pisarz i scenarzysta (ur. 1937)
- 18 stycznia – Robert B. Parker, amerykański pisarz powieści kryminalnych (ur. 1932)
- 19 stycznia – Abraham Suckewer, żydowski i polski poeta, tworzący w języku jidysz (ur. 1913)
- 26 stycznia – Louis Auchincloss, amerykański powieściopisarz i eseista (ur. 1917)
- 27 stycznia
  - Marian Grześczak, polski poeta, prozaik, dramaturg, eseista, tłumacz literatury pięknej, krytyk literacki (ur. 1934)
  - Jerome David Salinger, amerykański prozaik i autor opowiadań (ur. 1919)
- 29 stycznia – Ralph McInerny, amerykański filozof, powieściopisarz (ur. 1929)
- 7 lutego – William Tenn, amerykański pisarz fantastyki (ur. 1920)
- 14 lutego – Dick Francis, brytyjski autor powieści sensacyjnych (ur. 1920)
- 28 lutego – Carlos Montemayor, meksykański poeta, prozaik, krytyk literacki i tłumacz (ur. 1947)
- 11 marca – Joachim Badeni OP, dominikanin, autor książek (ur. 1912)
- 12 marca – Miguel Delibes, hiszpański powieściopisarz, członek Królewskiej Akademii Hiszpańskiej (ur. 1920)
- 20 marca – Ai, afroamerykańska poetka i pisarka (ur. 1947)
- 28 marca – Zofia Romanowiczowa, polska pisarka, mieszkająca we Francji (ur. 1922)
- 29 marca – Alan Isler, amerykański pisarz (ur. 1934)
- 30 marca – Krzysztof Teodor Toeplitz, polski dziennikarz i publicysta (ur. 1933)
- 2 kwietnia – Carolyn Rodgers, amerykańska poetka (ur. 1940)
- 25 kwietnia – Alan Sillitoe, prozaik angielski (ur. 1928)
- 28 kwietnia – Stefania Grodzieńska, polska pisarka (ur. 1914)
- 29 kwietnia – Ryszard Matuszewski, polski eseista, krytyk literacki, autor podręczników szkolnych, tłumacz (ur. 1914)
- 1 maja – T.M. Aluko (właśc. Timothy Mofolorunso Aluko), nigeryjski pisarz (ur. 1918)
- 3 maja – Peter O’Donnell, brytyjski pisarz tworzący pod pseud. Madeleine Brent (ur. 1920)
- 7 maja – Rane Arroyo, amerykański poeta pochodzenia portorykańskiego (ur. 1954)
- 13 maja – Ruth Chew, amerykańska pisarka i ilustratorka książek dla dzieci (ur. 1920)
- 18 maja – Edoardo Sanguineti, włoski poeta i prozaik (ur. 1930)
- 21 maja – Driek van Wissen, duński poeta (ur. 1943)
- 23 maja – Gane Todorovski, macedoński poeta, krytyk literacki i publicysta (ur. 1929)
- 25 maja – Arthur Herzog, amerykański pisarz i publicysta (ur. 1927)
- 28 maja – Leslie Scalapino, amerykańska poetka, prozaik, dramaturg (ur. 1944)
- 29 maja – Randolph Stow, australijski poeta i prozaik (ur. 1935)
- 30 maja – Peter Orlovsky, amerykański poeta, związany z ruchem Beat Generation (ur. 1933)
- 31 maja – Donald Windham, amerykański prozaik, autor wspomnień (ur. 1920)
- 1 czerwca – Andriej Wozniesienski, rosyjski poeta (ur. 1933)
- 2 czerwca – Kovilan (właśc. Kandanisseri Vattomparambil Velappan Ayyappan), indyjski pisarz tworzący w języku malajalam (ur. 1923)
- 3 czerwca – João Aguiar, portugalski pisarz i dziennikarz (ur. 1943)
- 7 czerwca
  - José Albi, hiszpański poeta, krytyk literacki i tłumacz (ur. 1922)
  - Ndoc Gjetja, albański poeta (ur. 1944)
- 12 czerwca – Jerzy Stefan Stawiński, polski prozaik i scenarzysta filmowy (ur. 1921)
- 14 czerwca – Manohar Malgonkar, indyjski pisarz tworzący w języku angielskim (ur. 1913)
- 15 czerwca – Natalia Tołstoj, rosyjska pisarka (ur. 1943)
- 16 czerwca – Allen Hoey, amerykański poeta i prozaik (ur. 1952)
- 18 czerwca – José Saramago, portugalski prozaik, poeta i dramaturg, laureat literackiej Nagrody Nobla (ur. 1922)
- 21 czerwca – Russell Ash, brytyjski pisarz (ur. 1946)
- 22 czerwca – Manfred Römbell, niemiecki pisarz (ur. 1941)
- 25 czerwca
  - Kalev Kesküla, estoński poeta i dziennikarz (ur. 1959)
  - Jarosław Markiewicz, polski poeta, malarz i wydawca (ur. 1942)
- 27 czerwca – Andreas Okopenko, austriacki pisarz (ur. 1930)
- 29 czerwca – Alberto Duque, kolumbijski pisarz, dziennikarz i krytyk filmowy (ur. 1944)
- 2 lipca – Beryl Bainbridge, angielska powieściopisarka (ur. 1932)
- 6 lipca – Matilde Rosa Araújo, portugalska pisarka dla dzieci i młodzieży (ur. 1921)
- 12 lipca – Harvey Pekar, amerykański undergroundowy twórca komiksów (ur. 1939)
- 21 lipca
  - Ryszard Adamów, polski prozaik (ur. 1935)
  - Augustyn Baran, polski prozaik, historyk i dziennikarz (ur. 1944)
- 22 lipca – Andrzej Falkiewicz, polski eseista i krytyk literacki (ur. 1929)
- 17 sierpnia
  - Edwin Morgan(inne języki), poeta szkocki piszący po angielsku i w języku scots (ur. 1920)
  - Ludvík Kundera, czeski poeta, dramaturg, prozaik, literaturoznawca i tłumacz (ur. 1920)
- 18 sierpnia – Efraim Siewieła, sowiecki pisarz (ur. 1928)
- 5 września – Lewis Nkosi, południowoafrykański pisarz i eseista (ur. 1936)
- 29 września – Franz Wurm(inne języki), szwajcarski niemieckojęzyczny poeta, dramaturg i tłumacz, pochodzący z Pragi (ur. 1926)
- 3 października – Piotr Godlewski, tłumacz literatury pięknej z czeskiego i słowackiego (ur. 1929)
- 5 października – Bernard Clavel, francuski pisarz (ur. 1923)
- 29 października – Ludwik Jerzy Kern, polski poeta, pisarz, satyryk (ur. 1920)
- 30 października – Harry Mulisch, pisarz holenderski (ur. 1927)
- 4 listopada – Viola Fischerová, czeska poetka i tłumaczka (ur. 1935)
- 14 listopada – Teresa Chłapowska, polska tłumaczka (ur. 1920)
- 28 listopada – Zbyszko Bednorz, polski pisarz, poeta i historyk literatury (ur. 1913)
- 29 listopada
  - Bella Achmadulina, rosyjska poetka (ur. 1937)
  - Zbigniew Jerzyna, polski poeta, dramaturg, eseista (ur. 1938)
- 2 grudnia – Maria Starzyńska, polska pisarka (ur. 1929)
- 10 grudnia – Czesław Budzyński, polski poeta i powieściopisarz (ur. 1932)
- 23 grudnia – Janine Pommy Vega, amerykańska poetka i aktywistka (ur. 1942)

## Nagrody
- Nagroda Nobla – Mario Vargas Llosa
- Nagroda Kościelskich – Marcin Kurek
- Nagroda Nike – Tadeusz Słobodzianek za sztukę Nasza klasa
- Nagroda im. Andrzeja Kijowskiego – Jan Polkowski za tomik wierszy Cantus.
- Nagroda Literacka im. Józefa Mackiewicza – Paweł Zyzak za książkę Lech Wałęsa – idea i historia
- Nagroda Jaroslava Seiferta – Jáchym Topol za powieść Warsztat Diabła (Chladnou zemí)
- Nagroda Goncourtów – Michel Houellebecq za książkę La carte et le territoire (Mapa i terytorium)
- Nagroda Bookera – Howard Jacobson za książkę The Finkler Question
- T.S. Eliot Prize – Derek Walcott za White Egrets
- Nagroda Cervantesa – Ana María Matute
- Paszport „Polityki” w dziedzinie literatury otrzymał Piotr Paziński za powieść Pensjonat
- Premio Sor Juana Inés de la Cruz – Claudia Piñeiro za Las grietas de Jara
- Prix Médicis – Maylis de Kerangal za Naissance d’un pont
- 18 stycznia wręczono Nagrodę „Nowych Książek”; otrzymał ją prof. Janusz Degler za tom Witkacego portret wielokrotny. Szkice i materiały do biografii (1918–1939).
- w lutym Nagrodą Literacką im. Władysława Reymonta, przyznawaną przez Związek Rzemiosła Polskiego, w kategorii „Całokształt twórczości” zostali uhonorowani Hanna Krall oraz Marian Pilot. Nagrodę w kategorii „Książka roku” przyznano pośmiertnie Marianowi Grześczakowi za tom poetycki Nike niosąca blask.
- W marcu Magdalena Grochowska otrzymała nagrodę miesięcznika „Odra” za książkę Jerzy Giedroyc. Do Polski ze snu (Świat Książki).
- 22 kwietnia: nagrodę Gwarancja Kultury przyznawaną przez TVP Kultura otrzymał w dziedzinie literatury Dariusz Czaja za Lekcje ciemności.
- Laureatem Nagrody Silesius za całokształt twórczości został Piotr Sommer. Silesiusa za debiut roku otrzymał Jakobe Mansztajn za  Wiedeński high life, a Silesiusa za książkę roku – Piotr Matywiecki za Powietrze i czerń.
- Przyznano doroczne nagrody „Literatury na Świecie”. Za przekład prozy nagrodę otrzymała Elżbieta Cygielska, autorka tłumaczenia Mesjaszy György Spiró oraz Henryk Chłystowski za tłumaczenie powieści Gajto Gazdanowa Wieczór u Claire i Aleksandra Wolfa Widmo. W kategorii nowego głosu nagrodzono Barbarę Jaroszuk za przekład Sztucznego oddychania Ricardo Piglii i Kacpra Bartczaka za eseje Świat nie scalony. W kategorii inicjatyw wydawniczych wyróżniono Andrzeja Mencwela za redakcję serii „Communicare” Wydawnictw Uniwersytetu Warszawskiego. Nagrodę im. Andrzeja Siemka przyznano Adamowi Lipszycowi za książkę Ślad judaizmu w filozofii XX wieku. Nagrodą Mamut uhonorowano Annę Kołyszko (pośmiertnie) oraz Edwarda Balcerzana.
- Kapituła Nagrody Literackiej Gdynia wyróżniła w dziedzinie poezji Justynę Bargielską za tomik Dwa fiaty, w dziedzinie prozy Andrzeja Stasiuka za powieść Taksim oraz w dziedzinie eseistyki literackiej Ryszarda Koziołka za książkę Ciała Sienkiewicza. Studia o płci i przemocy. Specjalną „Nagrodę Osobną” Kapituła przyznała Małgorzacie Szejnert za dorobek w dziedzinie reportażu.
- 18 czerwca nagrodę Transatlantyk dla tłumaczy literatury polskiej na inne języki odebrał włoski translator Pietro Marchesani.
- 28 sierpnia na odbywającym się w Cieszynie Triconie 2010 ogłoszono laureatów nagrody im. Janusza A. Zajdla. Uczestnicy konwentu za najlepszą powieść zeszłego roku uznali „Przedksiężycowych” Anny Kańtoch. W kategorii opowiadanie zwyciężył tekst „Wszyscy jesteśmy Meekhańczykami” Roberta M. Wegnera ze zbioru „Opowieści z meekhańskiego pogranicza. Północ – Południe”.
- 9 października poeta Marcin Kurek otrzymał tegoroczną Nagrodę Kościelskich, przyznano mu ją za książkę Oleander (Wydawnictwo Zeszytów Literackich).
- 12 października wręczono tegoroczną nagrodę im. Beaty Pawlak, jej laureatem został Marek Kęskrawiec za książkę Czwarty pożar Teheranu (Wydawnictwo W.A.B., Warszawa 2010)
- 29 października Adam Zagajewski odebrał w Treviso Europejską Nagrodę Poetycką, przyznawaną przez Fundację Cassamarca[16].
- 18 listopada nagrodę polskiego PEN Clubu „za wybitne dokonania translatorskie ze szczególnym uwzględnieniem przekładów poezji i prozy z języków: angielskiego, rosyjskiego, czeskiego i słowackiego” odebrał Leszek Engelking[17].
- Jury Literackiej Nagrody Europy Środkowej postanowiło przyznać nagrodę Angelus 2010, za najlepszą książkę prozatorską opublikowaną w Polsce w ubiegłym roku, węgierskiemu pisarzowi Györgyowi Spiró za powieść Mesjasze. Nagrodę dla tłumacza otrzymała Elżbieta Cygielska, która powieść ową przełożyła na polski[18].
- Jan Polkowski otrzymał nagrodę im. Andrzeja Kijowskiego.